# 朱色4号

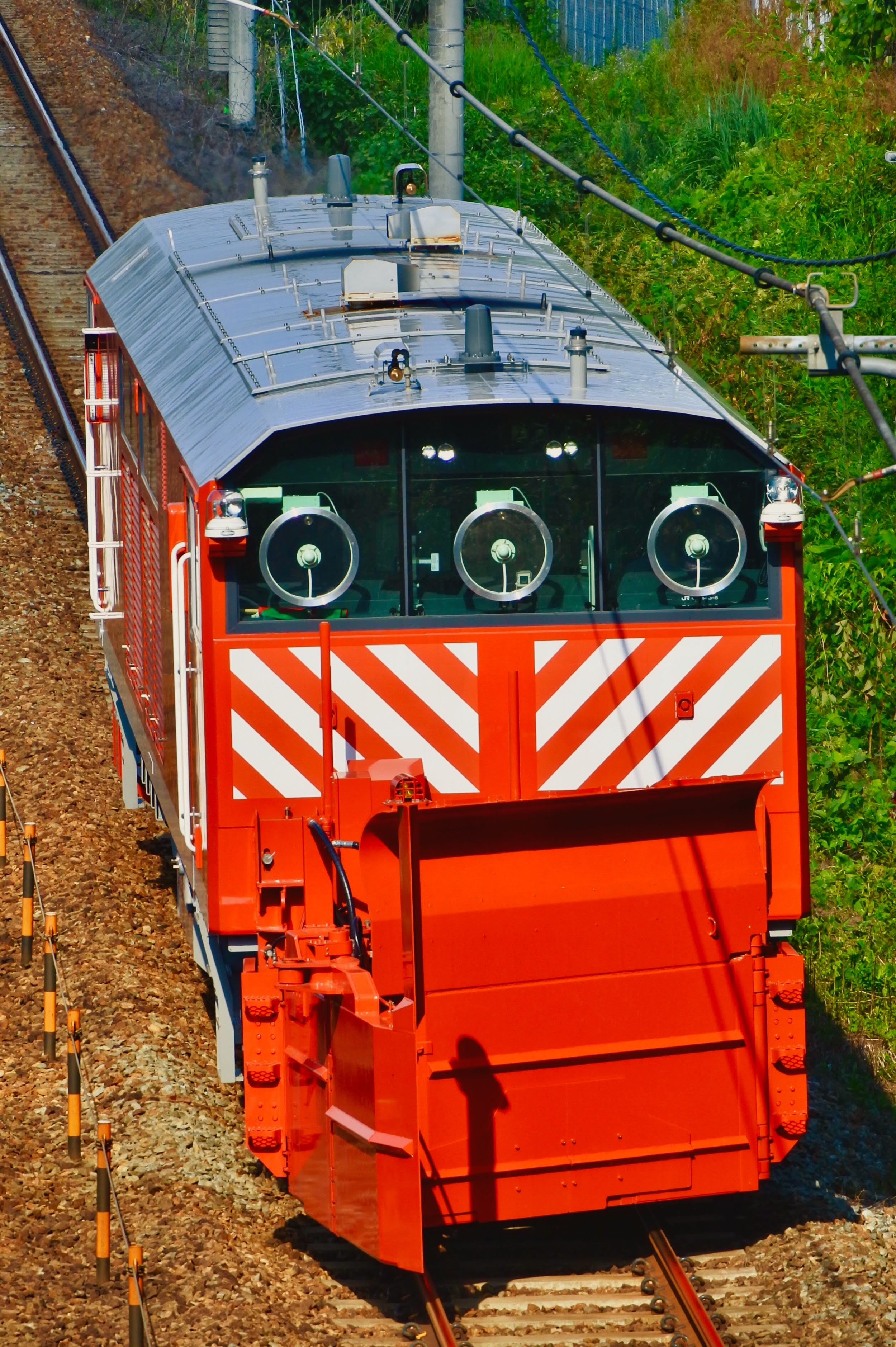
朱色4号を継承するキヤ143形

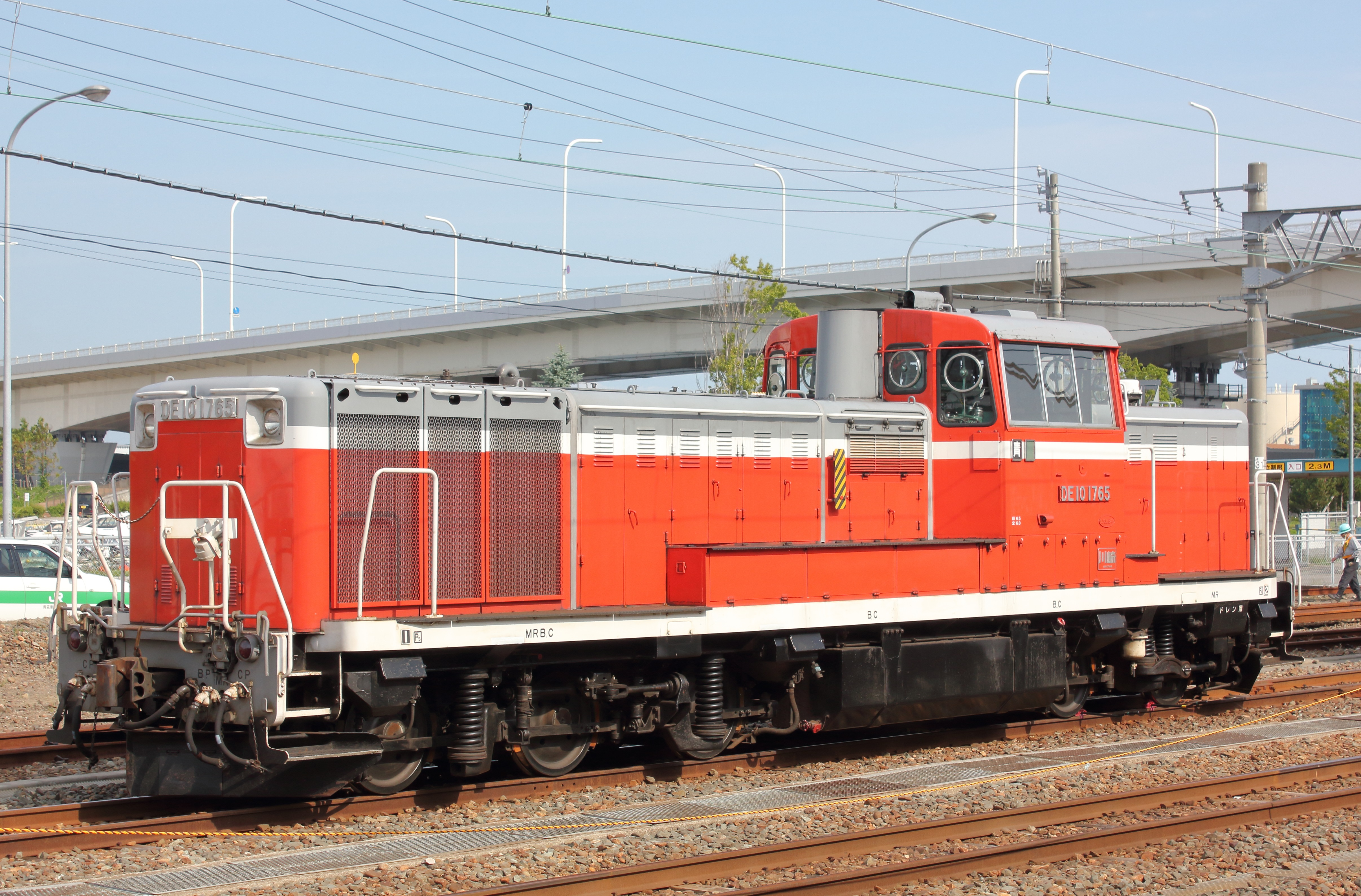
朱色4号を地色としたDE10

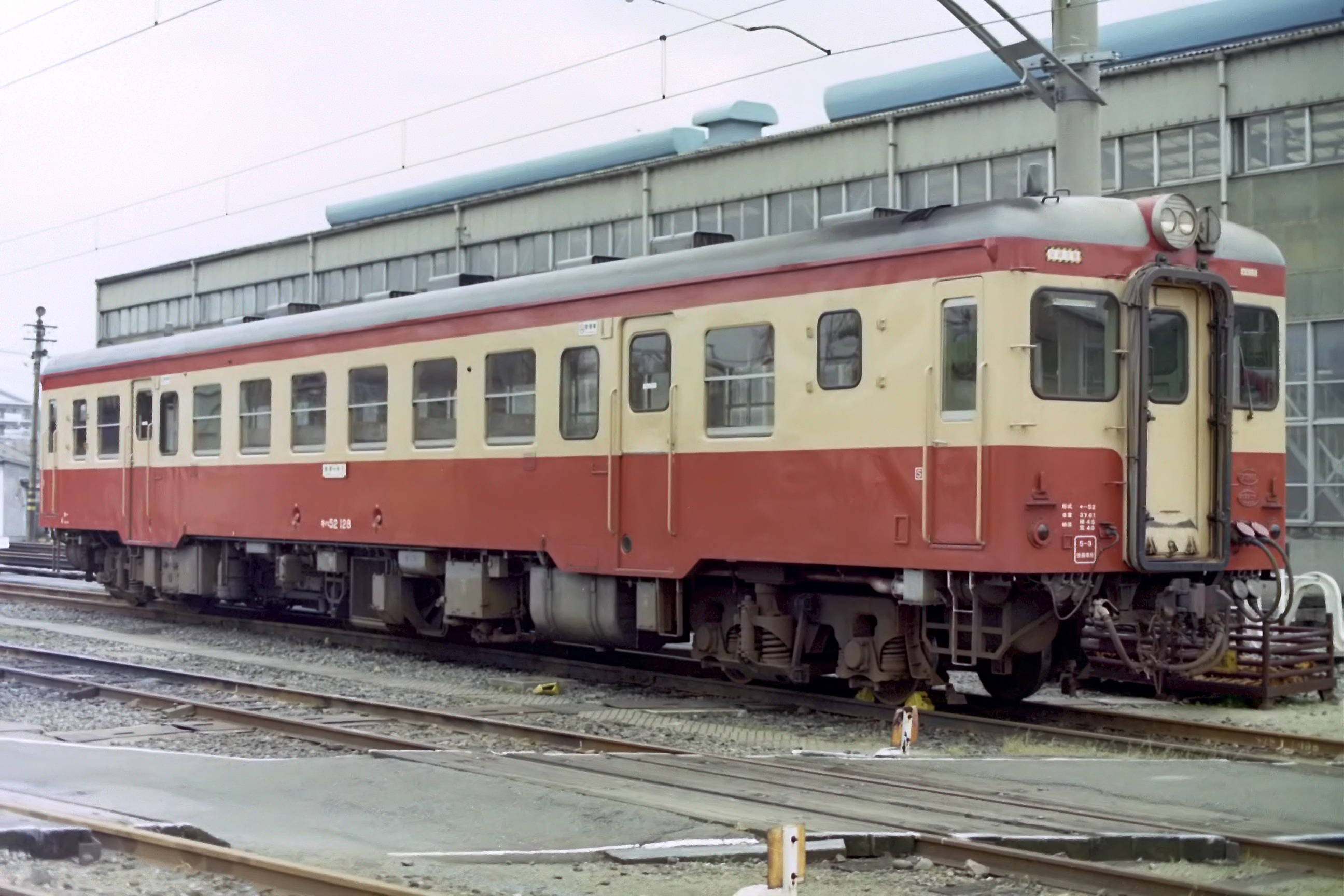
クリーム色と塗り分けた、国鉄一般型気動車標準色

朱色4号（しゅいろ4ごう）は、日本国有鉄道（国鉄）が定めた色名称の1つである。

## 概要
本色は一般形気動車の裾色として、1959年（昭和34年）9月に制定された。1961年（昭和36年）からは、それまでぶどう色2号が使用されていたディーゼル機関車についても、本色が採用された。1976年（昭和51年）以降は気動車が朱色5号1色に塗られるようになったため、気動車での採用車両数はかなり減少したが、ディーゼル機関車については国鉄分割民営化後も標準色として使用された。このオレンジ色はイギリスの鉄道雑誌「レールウェイ・ガゼット・インターナショナル」の当時の表紙の色がヒントになったという。
国鉄時代は一貫して気動車・ディーゼル機関車の外部色として採用された例が多く、他の車種への採用は仙石線の旧形国電を除くとほとんどない。その仙石線旧形国電もクリーム4号とのツートンカラーであり、一般形気動車と同じ組み合わせであった事から電車であるにもかかわらず「気動車色」などと呼ばれた。
2000年代以降はリバイバルトレインの一環として、気動車でクリーム4号と本色に塗られた塗装が復活しており、国鉄時代に塗られなかった車両（キハ40系等）や私鉄・第三セクター鉄道の車両での採用例が多数見られる。

## 使用車両
- 国鉄一般形気動車各形式
  - 20系気動車の増備途中で採用され、準急用途とレールバスを除き、それ以前の各形式も一般形標準色に塗り替えられた[3]。国鉄車と設計の近い私鉄気動車（小湊鐵道キハ200形気動車等）でも採用例がある。
- 国鉄キユニ28形気動車
- 国鉄ディーゼル機関車各形式
  - DD51形から採用され、それ以前の各形式も塗り替えられた。
- 国鉄30系電車（仙石線）
- 国鉄31系電車（仙石線）
- 国鉄50系電車（仙石線）
- 国鉄72系電車（仙石線）
- JR東日本キハ110系気動車（小海線用）
- JR西日本キヤ143形気動車
- 甘木鉄道AR300形気動車（AR303号車）
- いすみ鉄道キハ20 1303気動車
- 天竜浜名湖鉄道TH2100形気動車（TH2102号車）

## 近似色
- 朱色5号
- 京成電鉄 - 赤電と呼ばれる鋼製車の旧塗装の下半分がこの色に近い。
- 阪神電気鉄道 - 赤胴車（但し、9000系・9300系・1000系を除く）の旧塗装の朱色部分がこの色に近い。